# Compsophorus grandis
Compsophorus grandis là một loài tò vò trong họ Ichneumonidae.